# Kincardine (Fife)
Kincardine, schottisch-gälisch: Cinn Chàrdainn, auch Kincardine-on-Forth, ist eine kleine Hafenstadt mit 2834 Einwohnern an der Nordküste des Firth of Forth, in der Council Area Fife in Schottland. Sie liegt rund 25 km westlich von Edinburgh.
1663 bekam die Stadt den Status einer Burgh of Barony, was für eine gewisse Bedeutung des Flusshafens spricht. In der Stadt stehen nach wie vor viele Gebäude, die für das Schottland des 17., 18. und 19. Jahrhunderts typisch sind, obwohl die Stadt durch den Bau der Kincardine-Brücke von 1932 bis 1936 stark verändert wurde.
Die Kincardine Bridge liegt im Südwesten von Kincardine. Sie ist ein wichtiger Übergang an der Mündung des Forth.